# 2012 VP113
2012 VP113, que també es pot escriure 2012 VP113, és un objecte transneptunià separat. El seu descobriment va ser anunciat el 26 de març del 2014. Té una magnitud absoluta (H) de 4.0, cosa que fa que sembli un planeta nan. Es creu que la seva mida és aproximadament la meitat de la de Sedna i semblant a la de 38628 Huya. Ha estat anomenat "VP" o "Biden" per l'equip de descobridors, en referència a Joe Biden, el Vicepresident (VP) dels Estats Units en el moment del descobriment (tot i que la Unió Astronòmica Internacional prohibeix posar noms de polítics a cossos celestes abans que hagin transcorregut 100 anys de la seva mort).
Es creu que la seva superfície és d'un color rosat com a resultat de canvis químics produïts per efecte de la radiació sobre aigua congelada, metà i diòxid de carboni.

## Descobriment
2012 VP113 va ser observat per primera vegada el 5 de novembre del 2012 amb el telescopi de 4 metres Víctor M. Blanco de l'Observatori Nacional d'Astronomia Òptica a l'Observatori interamericà Cerro Tololo. El telescopi Magellan de 6,5 metres de la Carnegie Institution for Science a l'Observatori de Las Campanas a Xile va ser utilitzat per determinar la seva òrbita i les propietats de la seva superfície. Abans de ser anunciat al públic, només va ser seguit per l'Observatori interamericà Cerro Tololo (807) i l'Observatori de Las Campanas (304). La seva trajectòria s'ha observat durant prop de dos anys. El 22 d'octubre del 2011 se'n van fer dos mesuraments predescobriment.

## Òrbita
2012 VP113 té el periheli més gran conegut fins al moment de cap objecte del sistema solar. El seu últim periheli va ser prop del 1979, a una distància de 80 ua; actualment se situa a unes 83 ua del Sol. Només es coneixen quatre objectes més del sistema solar amb un periheli major de 47 ua: Sedna (76 ua), 2004 XR190 (51 ua), 2010 GB174 (48 ua), i 2004 VN112 (47 ua). Els investigadors creuen que poden existir al voltant de 900 objectes més grans de 1.000 quilòmetres amb òrbites com la de Sedna i 2012 VP113, però que serien massa distants per a ser detectats amb la tecnologia actual.
És possiblement un membre de l'hipotètic núvol d'Oort interior. Té un periheli, argument del periàpside i una posició actual en el cel semblants a les de Sedna. De fet, tots els cossos coneguts del sistema solar amb semieixos majors per sobre de les 150 ua i un periheli més gran que el de Neptú tenen arguments del periàpside al voltant de 340°. Això podria indicar un mecanisme de formació semblant per a aquests cossos.
És encara incert com 2012 VP113 ha adquirit un periheli més enllà del Cinturó de Kuiper. S'ha explicat que les característiques de la seva òrbita, com també les de Sedna, es deuen a una estrella propera o un objecte transneptunià de diverses masses terrestres a centenars d'unitats astronòmiques del Sol. 2012 VP113 podria fins i tot ser un planeta extrasolar capturat. De totes maneres, també es pot considerar que el periheli de 2012 VP113 va ser augmentat per interaccions múltiples dins els confins atapeïts del cúmul estel·lar obert en el qual el Sol es va formar.